# Florian Fandler

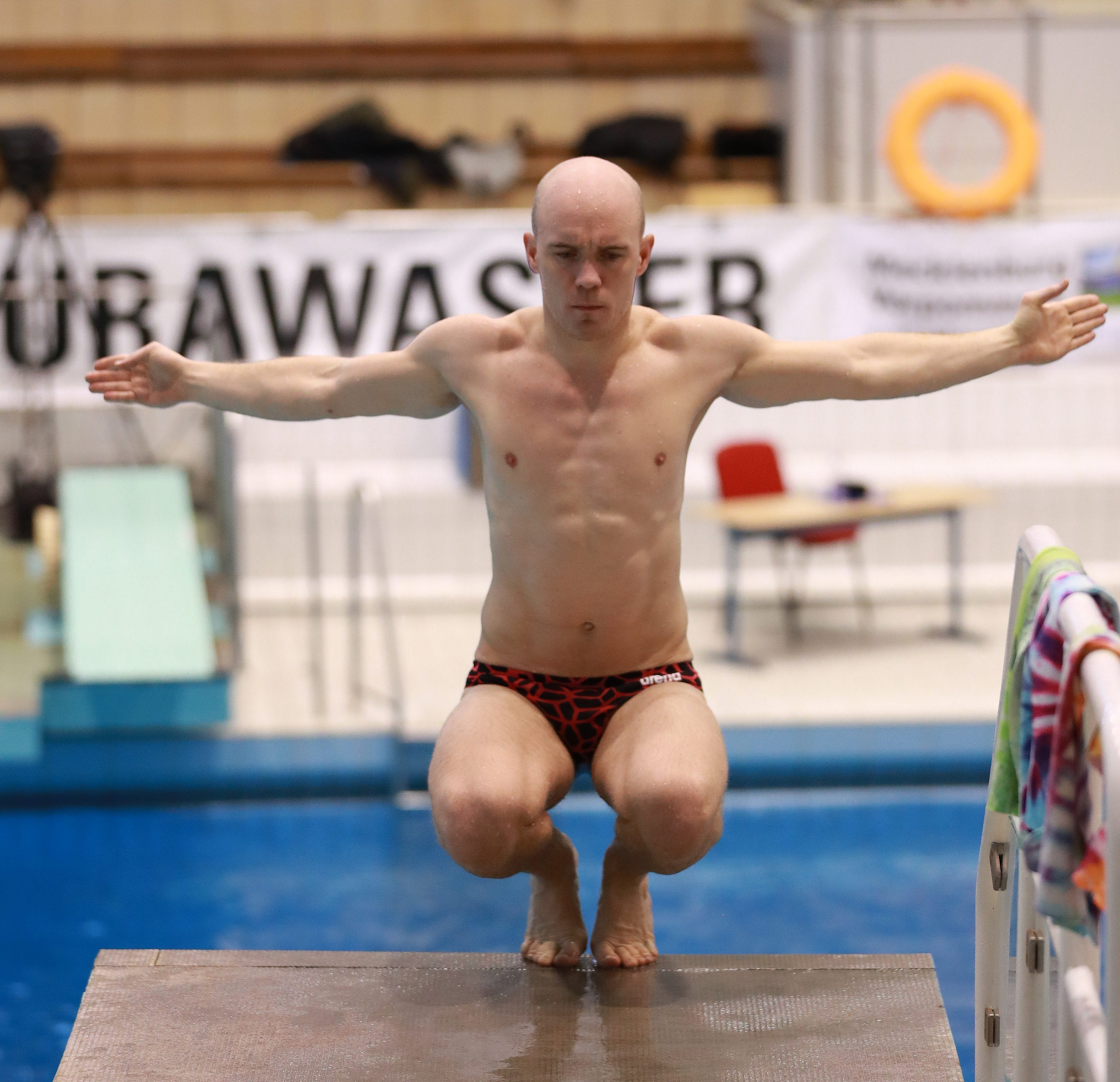
Florian Fandler (2018)

Florian Fandler (* 8. Oktober 1987) ist ein deutscher Wasserspringer und startet für den SV Halle.
Er gewann fünf Mal bei den Deutschen Meisterschaften. Sein Partner beim Synchronlauf bei den Deutschen Meisterschaften 2017 war Timo Barthel.
Bei den European Championships 2018 gewann er im Wettbewerb mixed Synchronspringen vom 10-m-Turm zusammen mit Christina Wassen die Bronzemedaille.